# Xinzo de Limia (kommun)
Xinzo de Limia är en kommun i Spanien. Den ligger i provinsen Ourense i den autonoma regionen Galicien i nordvästra delen av landet, 400 km nordväst om huvudstaden Madrid. Antalet invånare är 9 632 (2024).